# 2036: ネクサス・ドーン
『2036: ネクサス・ドーン』（2036: Nexus Dawn）は、2017年のアメリカ合衆国のネオ・ノワールSF短編映画である。

## 概要
SF映画『ブレードランナー 2049』の劇場上映に先立ち、ウェブ上で順次公開された短編3部作の1本目。時間軸上では『ブレードランナー ブラックアウト2022』から14年後のエピソードにあたる。禁止されていたレプリカントの製造を再開するため、科学者ニアンダー・ウォレスがレプリカントを禁止している議員たちに新型のネクサス9を紹介するという内容である。
『2049』と同じキャラクターをジャレッド・レトとベネディクト・ウォンが演じ、また脚本も同じくハンプトン・ファンチャーとマイケル・グリーンが執筆した。監督はオリジナル版『ブレードランナー』の監督で『2049』の製作総指揮でもあるリドリー・スコットの息子のルーク・スコットが務めた。

## あらすじ
議場にニアンダー・ウォレスが現れ、新世代のレプリカントを製造するべきだと主張する。ウォレスはそれは違法であり、議論の余地がないと警告されるが、彼は地球の生態系は崩壊しており、人類生存のためにはレプリカントによる安価な労働力が必要であると指摘する。彼は新しいレプリカントは人間に危害を与えないと主張するが執政官たちは納得しない。これを証明するため、ウォレスは連れてきた新型のネクサス9に自傷させ、さらに彼と自分のどちらかの命を選ぶように命じる。レプリカントはすぐに自分の喉を切り裂いて死亡し、執政官たちに衝撃を与える。ウォレスは新しいレプリカントの製造を許可するかを再度尋ねる。

### 中国語版のプロローグ
中国語版では短編の前に文章でプロローグが説明される。レプリカントの製造は2022年の「ブラックアウト」の後に禁止され、これがタイレル・コーポレーションの破産につながった。地球の生態系は2020年代半ば以降、崩壊の危機に瀕しており、ウォレス・コーポレーションの盲目のCEOであるニアンダー・ウォレスはタイレルを買収し、地球環境再建のための奴隷として使うために新世代レプリカントの開発を始める。このプロローグは短編映画『2048: ノーウェア・トゥ・ラン』の前にも表示される。

## キャスト
- ニアンダー・ウォレス - ジャレッド・レト
- 執政官 - ベネディクト・ウォン
- 執政官2 - ネッド・デネヒー（英語版）
- 執政官3 - アデ・サパラ（英語版）
- 執政官4 - アニア・マーソン（英語版）
- ネクサス9レプリカント - セット・ストランド